# NGC 2906
NGC 2906 este o galaxie spirală situată în constelația Leul. A fost descoperită în 28 decembrie 1785 de către William Herschel. Se află la o distanță de 44,46 de megaparseci de Pământ.